# ジョゼフ・ダイス
ジョゼフ・ダイス（Joseph Deiss、1946年1月18日 - ）は、経済学者であり、スイス連邦の政治家（スイスキリスト教民主党の党員）である。1999年から2006年までスイス連邦参事会参事で、外務相（1999–2002）と経済相 (2003–2006)、2004年にスイス連邦大統領を務めた。また、2010年には国際連合総会議長を務めた。

## 経歴

### 政治家としての経歴

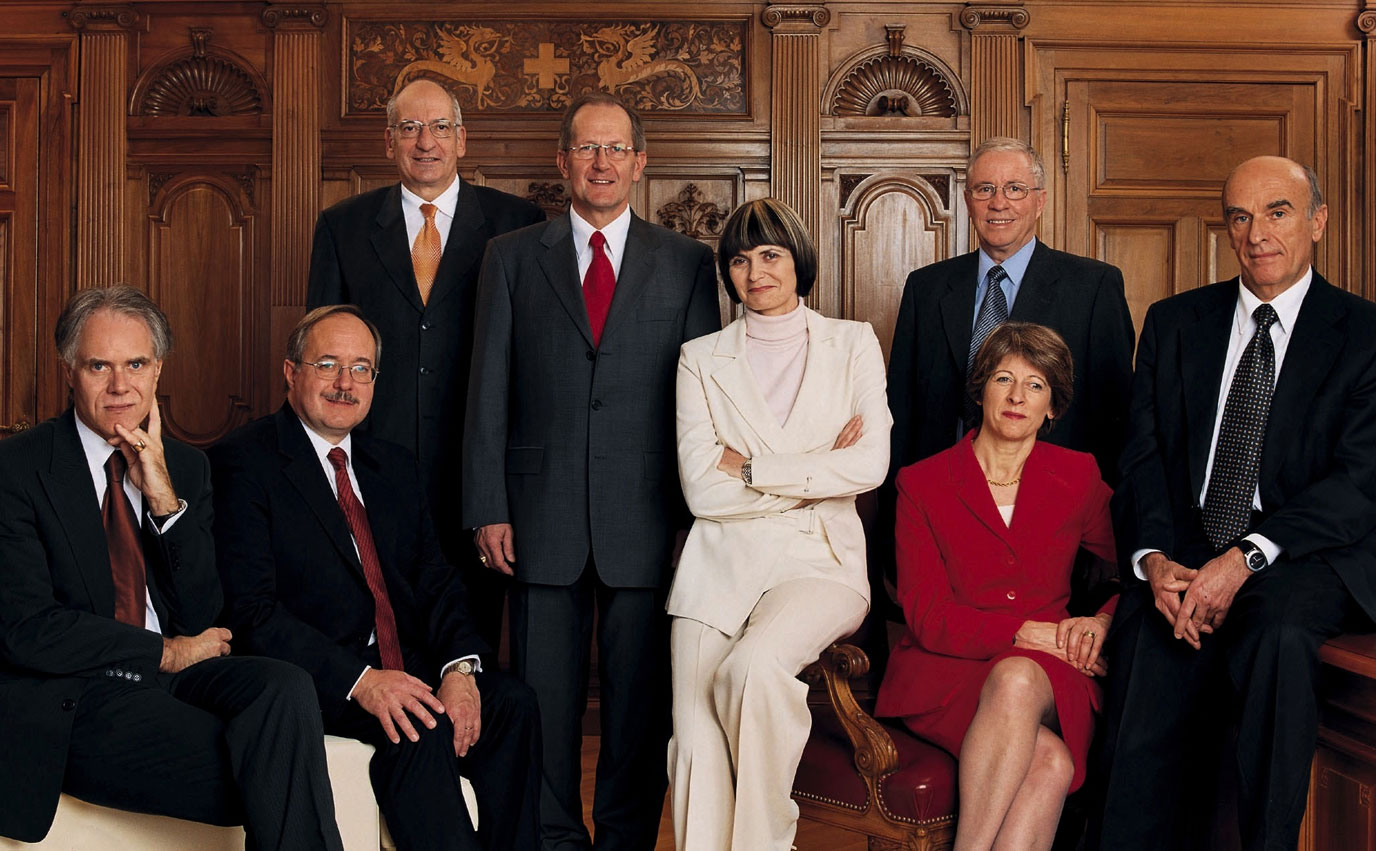
連邦参事会のメンバー7人と連邦事務総長（2004年）。左からモーリッツ・ロイエンベルガー、サミュエル・シュミット、パスカル・クシュパン、ダイス、ミシュリン・カルミー＝レイ、クリストフ・ブロッハー、アンネマリー・フーバー＝ホッツ連邦事務総長、ハンス＝ルドルフ・メルツ。

1981年に政治活動を始めた。

### 学者としての経歴
フリブール大学で経済学と社会科学を学び博士号を取得、ケンブリッジ大学キングス・カレッジで多くの研究を行っていた。その後、フリブール大学で経済学の講義を行う役職を取得した。1983年には、チューリッヒ工科大学、ローザンヌ大学、ジュネーヴ大学などの客員教授となった。
1993年-1996年には、National Price Supervisorを務めた。その後、フリブール大学の社会経済学部部長に就任した。同時期にライファイゼン銀行などの会長職も務めた。2009年、ビジネススクールローザンヌから名誉学位が授与された。

### 個人の経歴
結婚し、3人の息子がいる。
非政府団体International Raoul Wallenberg FoundationとAFIS Swiss International Civil Servants Associationの名誉会員。

## 著作
- Manuel d'économie politique, with Danielle Meuwly, 1st edition 1994, reedited.
- Initiation à l'économie politique : analyse économique de la Suisse, 1st edition 1982, reedited.
- Economie politique et politique économique de la Suisse, 1st edition 1979, reedited.
- The regional adjustment process and regional monetary policy, 1978.
- La théorie pure des termes de l'échange international, doctorate thesis, 1971.